# Kaiserliche Werft Danzig
Kaiserliche Werft Danzig byla německá loděnice fungující v Danzigu (dnešní polské město Gdaňsk) v letech 1854–1919. Společně s loděnicemi Kaiserliche Werft Kiel a Kaiserliche Werft Wilhelmshaven tvořila trojici německých císařských loděnic, které stavěly plavidla pro Německé císařské námořnictvo. Zajišťovaly rovněž jejich údržbu a opravy. Po první světové válce na jejím místě vznikla loděnice Danziger Werft, kterou po druhé světové válce nahradila loděnice Stocznia Gdańska.

## Historie

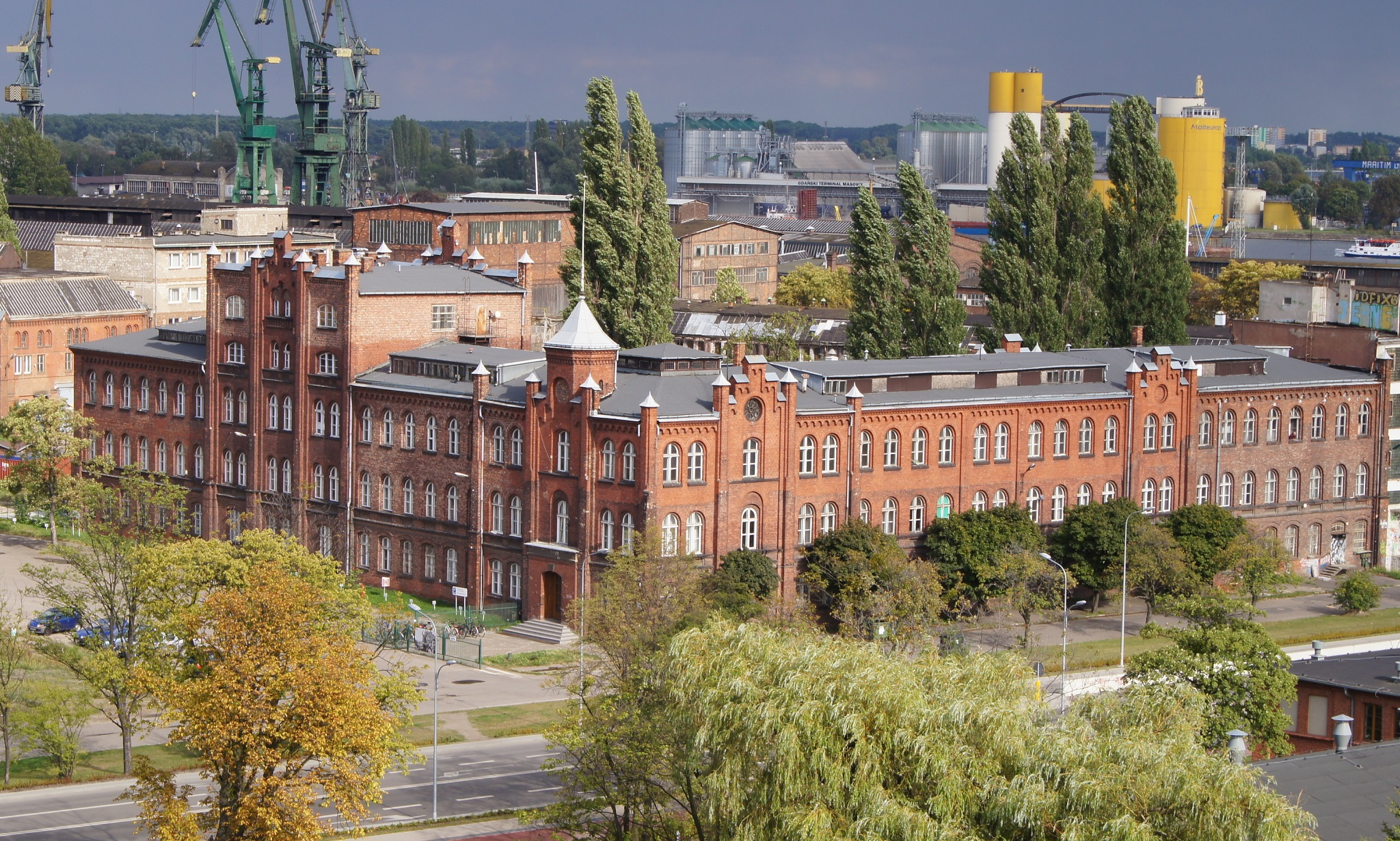
Někdejší ředitelství loděnice

Dne 26. června 1844 pruská vláda získala území na břehu řeky Visla (Tote Weichsel) v Danzigu jako kotviště pro korvetu SMS Amazone, tehdy jedinou válečnou loď pruského námořnictva. V letech 1849–1854 bylo využíváno jako kotviště válečných lodí Marinedepot. Pro rozvoj svého námořnictvo Prusko potřebovalo nové loděnice. Roku 1854 byla založena královská loděnice Königliche Werft Danzig. Roku 1871 byla loděnice po vzniku Německého císařství přejmenována na císařskou loděnici Kaiserliche Werft Danzig. V 70. letech 19. století byla loděnice významně rozšířena. Přestože byla loděnice průběžně modernizována, její poloha na řece Visle limitovala množství a velikost postavených plavidel. Poslední postavenou velkou válečnou lodí byl roku 1908 lehký křižník SMS Emden. Ve stejném roce loděnice dokončila svou první ponorku SM U 2. V dalších letech se stala významným dodavatelem ponorek pro německé námořnictvo, zejména v období před vypuknutím první světové války. Celkem jich postavila 46, přičemž další čluny zůstaly nedokončeny. Po první světové válce loděnice zanikla. Roku 1919 na jejím místě vznikla loděnice Danziger Werft, existující do roku 1945. Po druhé světové válce město připadlo Polsku a loděnice se pokračovala v činnosti jako Stocznia Gdańska.

## Postavená plavidla

### Pobřežní bitevní loď

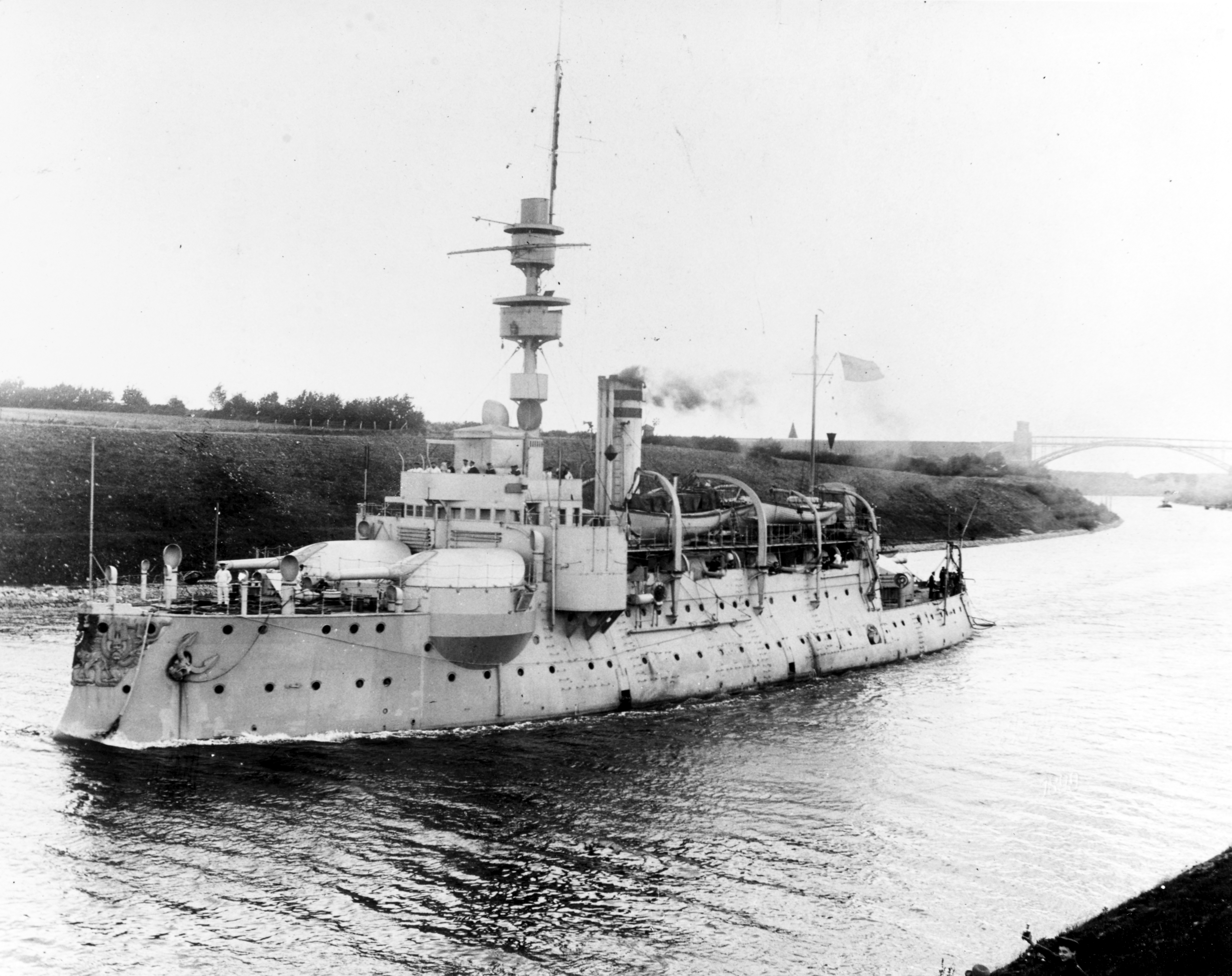
SMS Odin

- Třída Odin
  - SMS Odin

### Křižníky

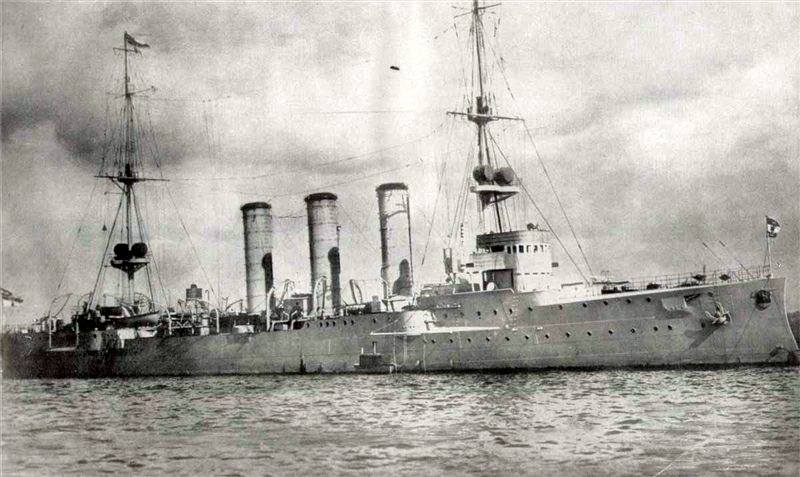
SMS Emden

- Třída Dresden
  - SMS Emden

- Třída Königsberg
  - SMS Stuttgart

- Třída Bremen
  - SMS Berlin
  - SMS Danzig

- Třída Gazelle
  - SMS Thetis

- Třída Victoria Louise
  - SMS Freya
  - SMS Vineta

- Třída Bussard
  - SMS Bussard
  - SMS Seeadler
  - SMS Cormoran

### Ponorky

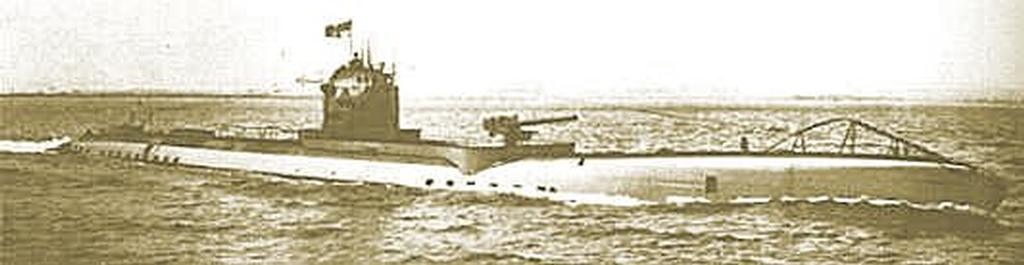
SM U 135

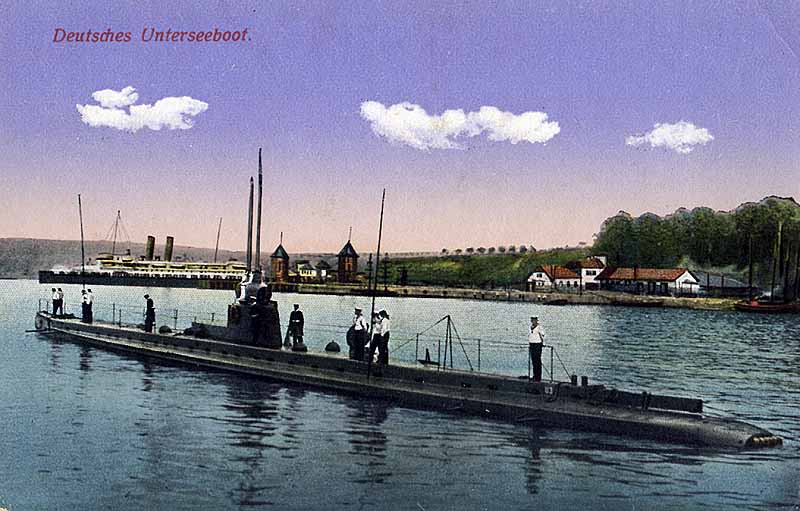
SM U 3

- Třída UC III (nedokončeny)
- Třída UC II (6 ks)

- Třída U 158 (2 nedokončeny)
- Třída U 127 (2 ks, 2 nedokončeny)
- Třída U 87 (6 ks)
- Třída U 71 (2 ks)
- Třída U 43 (8 ks)
- Třída U 27 (4 ks)
- Třída U 19 (4 ks)
- Třída U 17 (2 ks)
- Třída U 13 (3 ks)
- Třída U 9 (4 ks)
- Třída U 3 (2 ks)
- SM U 2

### Ostatní

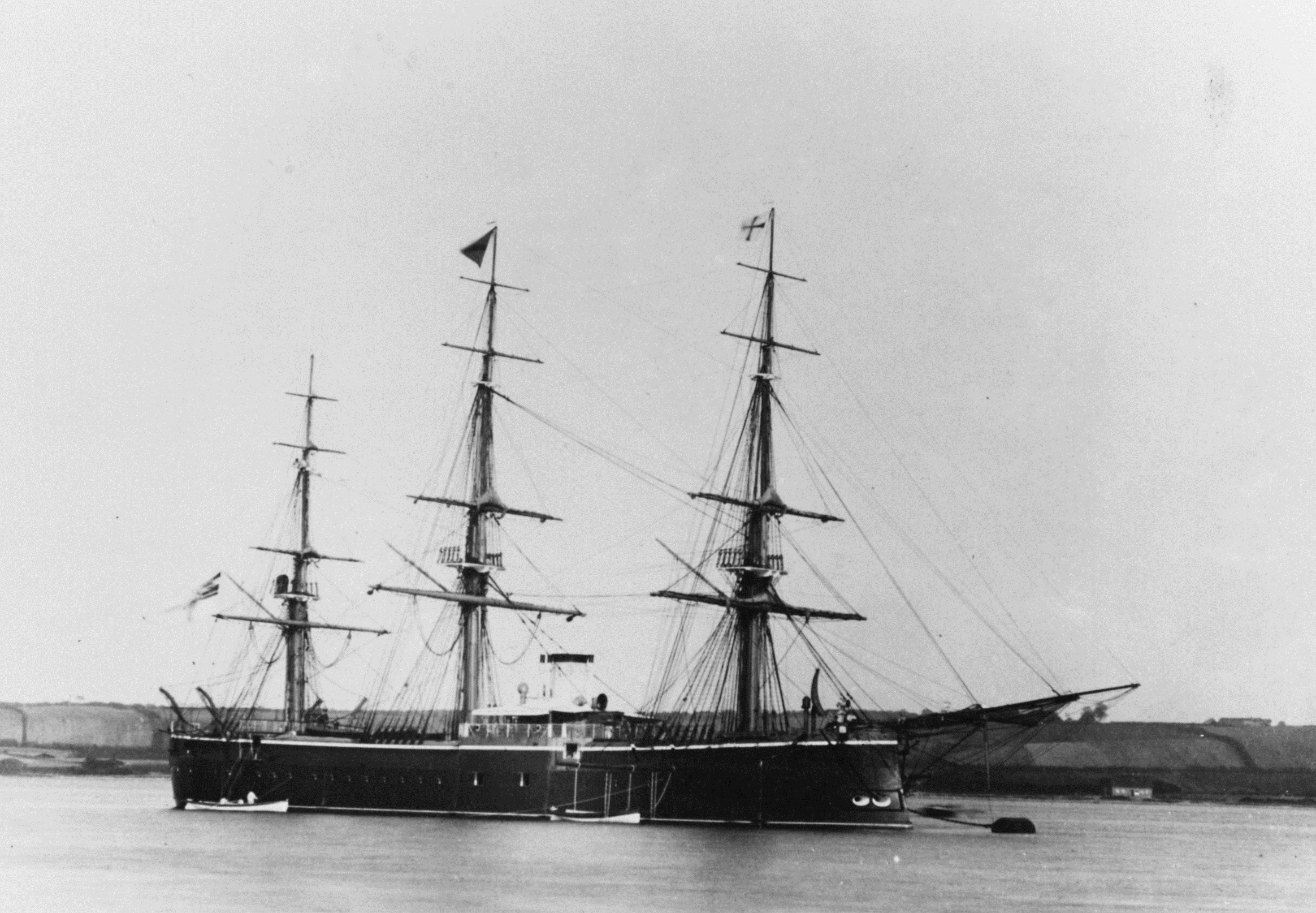
SMS Hansa

- Meteor – výzkumná loď

- Třída Iltis – dělový člun
  - SMS Tiger
  - SMS Luchs
  - SMS Panther

- SMS Nixe – korveta, cvičná loď
- SMS Gneisenau – obrněná korveta
- SMS Hansa – obrněná korveta
- SMS Ariadne – korveta
- SMS Albatross – dělový člun

## Letadla

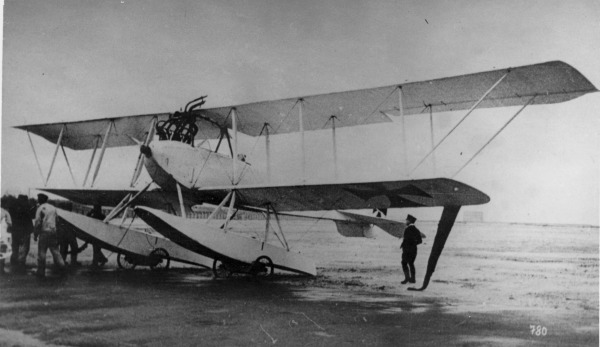
Kaiserliche Werft Wilhelmshaven 401

V loděnici vzniklo několik typů hydroplánů.
- Kaiserliche Werft Danzig 404 – cvičný hydroplán (2 ks)
- Kaiserliche Werft Danzig 467 – cvičný hydroplán (4 ks)
- Kaiserliche Werft Danzig 1105 – cvičný hydroplán (2 ks)
- Kaiserliche Werft Danzig 1650 – průzkumný hydroplán (1 ks)